# Vinicius Cansanção
Vinicius Cansanção Filho (Pilar, 23 de agosto de 1935 – 7 de março de 2025) foi um político brasileiro. Exerceu o mandato de deputado federal constituinte em 1988.
Filho de Vinicius Cansanção e Irene Romero Cansanção, foi casado com Lisiana Jatobá Cansanção, com quem teve cinco filhos.
Bacharel em Ciências Jurídicas e Sociais pela Faculdade de Direito da Universidade Federal de Alagoas (UFAL) em 1961, foi advogado e industrial. Após deixar a Câmara em janeiro de 1991, passou a se dedicar às atividades nos ramos da construção civil e agropecuária.

## Carreira política
Vice-prefeito de Maceió pelo Partido Social Democrático (PSD), assumiu a prefeitura da capital após a cassação do prefeito Sandoval Caju. Ficou no cargo até 1966, quando elegeu-se suplente de deputado federal por Alagoas na legenda do Movimento Democrático Brasileiro (MDB), partido de oposição.
Foi o único deputado federal eleito pelo Movimento Democrático Brasileiro (MDB) alagoano. Assumiu o mandato em fevereiro de 1971, ao mesmo tempo em que exercia a vice-presidência da Comissão do Vale do São Francisco.
Em julho de 1977, declarou que aguardaria o fim do mandato e retornaria aos negócios particulares. Em janeiro de 1979, ao término da legislatura, cumpriu o prometido, afastando-se da política. Em 1981, durante o governo de Divaldo Suruagi, foi nomeado secretário do Trabalho, permanecendo no cargo até 1982.
Em novembro de 1986, disputou uma cadeira de deputado na Assembleia Nacional Constituinte. Dos quatro candidatos eleitos em Alagoas com o apoio da coligação entre o Partido da Frente Liberal (PFL), o Partido Democrático Social (PDS) e o Partido Democrata Cristão (PDC), foi o último colocado, com 16 mil votos.

## Filiações partidárias
Cansanção esteve, durante 1959 e 1965, filiado ao Partido Democrático Social (PDS). Entre 1966 e 1979, fez parte do partido Movimento Democrático Brasileiro (MDB). Desde 1986, está filiado ao Partido da Frente Liberal (PFL).

## Morte
Cansanção morreu no dia 7 de março de 2025, aos 89 anos.